# Municipio de Washington (condado de Osage)
El municipio de Washington (en inglés: Washington Township) es un municipio ubicado en el condado de Osage en el estado estadounidense de Misuri. En el año 2010 tenía una población de 3434 habitantes y una densidad poblacional de 10,74 personas por km².

## Geografía
El municipio de Washington se encuentra ubicado en las coordenadas 38°22′18″N 91°56′6″O / 38.37167, -91.93500. Según la Oficina del Censo de los Estados Unidos, el municipio tiene una superficie total de 319.88 km², de la cual 319,11 km² corresponden a tierra firme y (0,24 %) 0,77 km² es agua.

## Demografía
Según el censo de 2010, había 3434 personas residiendo en el municipio de Washington. La densidad de población era de 10,74 hab./km². De los 3434 habitantes, el municipio de Washington estaba compuesto por el 99,27 % blancos, el 0,06 % eran afroamericanos, el 0,15 % eran asiáticos, el 0,06 % eran isleños del Pacífico, el 0,03 % eran de otras razas y el 0,44 % eran de una mezcla de razas. Del total de la población el 0,5 % eran hispanos o latinos de cualquier raza.